# Świadectwo bezpieczeństwa przemysłowego
Świadectwo bezpieczeństwa przemysłowego – dokument potwierdzający zdolność przedsiębiorcy do zapewnienia ochrony informacji niejawnych przed nieuprawnionym ujawnieniem w związku z realizacją umów lub zadań. Zgodnie z art. 55 ust. 1 ustawy z dnia 5 sierpnia 2010 roku o ochronie informacji niejawnych w zależności od stopnia zdolności do ochrony informacji niejawnych o klauzuli „poufne” lub wyższej wydaje się świadectwo określonego stopnia:
- pierwszego stopnia – potwierdzające pełną zdolność przedsiębiorcy do ochrony tych informacji, np. wykonawca posiada system teleinformatyczny, który pozwala na wytwarzanie dokumentów i ich drukowanie
- drugiego stopnia – potwierdzające zdolność przedsiębiorcy do ochrony tych informacji, z wyłączeniem możliwości ich przetwarzania we własnych systemach teleinformatycznych, np. wykonawca może zabrać dokumenty papierowe i na nich pracować we własnej siedzibie, nie ma możliwości przetwarzania dokumentu w formie elektronicznej
- trzeciego stopnia – potwierdzające zdolność przedsiębiorcy do ochrony tych informacji, z wyłączeniem możliwości ich przetwarzania w użytkowanych przez niego obiektach, np. dostęp do informacji niejawnych będzie realizowany tylko u zleceniodawcy, wykonawca nie może zabrać dokumentów do swojej siedziby.

Stopień zdolności świadectwa bezpieczeństwa nie jest powiązany z klauzulą tajności, co oznacza, iż nie trzeba mieć np. świadectwa bezpieczeństwa przemysłowego pierwszego stopnia, aby móc przetwarzać informacje niejawne oznaczone klauzulą „tajne”, a np. tylko świadectwa trzeciego stopnia, aby móc przetwarzać informacje niejawne oznaczone klauzulą „poufne”. Przedsiębiorca starając się o wydanie świadectwa bezpieczeństwa przemysłowego decyduje o tym i we wniosku określa, do jakiej klauzuli tajności powinien mieć dostęp i w jakim stopniu zapewnia ochronę informacji niejawnych np. klauzula „poufne” drugiego stopnia lub np. „tajne” trzeciego stopnia.
Zgodnie z art. 55 ust. 2 ustawy świadectwo potwierdzające zdolność do ochrony informacji niejawnych, o klauzuli (niezależnie od stopnia):
- „ściśle tajne” potwierdza zdolność do ochrony informacji niejawnych przez okres 5 lat od daty wystawienia,
- „tajne” potwierdza zdolność do ochrony informacji niejawnych przez okres 7 lat od daty wystawienia,
- „poufne” potwierdza zdolność do ochrony informacji niejawnych przez okres 10 lat od daty wystawienia.

Zgodnie z art. 55 ust. 2 ustawy w odniesieniu do świadectw bezpieczeństwa przemysłowego obowiązuje kaskada ważności uprawnień w zakresie ochrony informacji niejawnych, przez co należy rozumieć, że ważność tego samego świadectwa potwierdzającego zdolność do ochrony informacji niejawnych oznaczonych wyższą klauzulą jest odpowiednio dłuższa dla klauzul niższych.
Świadectwo wydaje Agencja Bezpieczeństwa Wewnętrznego lub Służba Kontrwywiadu Wojskowego po przeprowadzeniu postępowania sprawdzającego zwanego postępowaniem bezpieczeństwa przemysłowego.
Postępowanie bezpieczeństwa przemysłowego ma na celu ustalenie, czy przedsiębiorca posiada zdolność do ochrony informacji niejawnych w różnych aspektach, jak np.: finansowym, organizacyjnym czy też kadrowym. W ramach tego postępowania przeprowadzane są postępowania sprawdzające wobec osób mających uzyskać dostęp do informacji niejawnych.
Bezpieczeństwo przemysłowe to wszelkie działania związane z zapewnieniem ochrony informacji niejawnych udostępnianych przedsiębiorcy w związku z umową lub zadaniem wykonywanym na podstawie przepisów prawa. Przedmiotem bezpieczeństwa przemysłowego są informacje niejawne o różnych klauzulach, łącznie z systemem organizacyjno-technicznym ich ochrony. Natomiast podmiotami są przedsiębiorcy zamierzający uzyskać dostęp do informacji niejawnych w związku z realizacją umów lub zadań wynikających z przepisów prawa oraz jednostki organizacyjne zlecające ich wykonanie (jednostki zlecające).
W praktyce oznacza to, że przedsiębiorca uzyskujący świadectwo do klauzuli „ściśle tajne” nie będzie musiał występować z kolejnym wnioskiem o wydanie świadectwa do klauzuli „tajne” czy „poufne”, bowiem świadectwo potwierdzające zdolność do ochrony informacji niejawnych
o klauzuli:
- „ściśle tajne” potwierdza zdolność do ochrony informacji niejawnych o klauzuli:

– „ściśle tajne” – przez okres 5 lat od daty wystawienia,

– „tajne” – przez okres 7 lat od daty wystawienia,

– „poufne” – przez okres 10 lat od daty wystawienia;
- „tajne” potwierdza zdolność do ochrony informacji niejawnych o klauzuli:

– „tajne” – przez okres 7 lat od daty wystawienia,

– „poufne” – przez okres 10 lat od daty wystawienia;
- „poufne” potwierdza zdolność do ochrony informacji niejawnych o tej klauzuli przez okres 10 lat od daty wystawienia.